# زورقية بكيرية
زورقية بكيرية (الاسم العلمي: Angophora bakeri) هي شجرةٌ تتواجد في غابات شرق أستراليا، وتنمو بين 2-10 أمتار في التربة الرملية الجافة. سُميت نسبةً إلى ريتشارد توماس بيكر. تكون أوراقها ضيقةً في الشكل، ويصل طولها إلى 6-10 سم وعرضها 0.5-1 سم.